# Juan José Bueno
Juan José Bueno (¿Cáceres?, ¿? - Coria, 1813) fue un compositor y maestro de capilla español.
No debe confundirse con Juan Antonio Bueno, organista y compositor, que fue maestro de capilla de la iglesia de San Pedro de Sevilla.

## Vida
Juan José Bueno ser formó musicalmente en la Catedral de Coria como infante del coro, para posteriormente continuar su formación en la misma catedral como cantor tenor.
En 1781 se presentó sin éxito a las oposiciones para el magisterio de la Catedral de Plasencia, vacada tras el traslado del maestro Lino del Río a Madrid. Se presentaron, además de Bueno, Cándido José Ruano, seise de la Catedral de Toledo; Fernando Ferandiere, músico de Madrid; Vicente Hernández, quizás el mismo Vicente Fernández nombrado como maestro de capilla de El Pilar; Melchor López Jiménez, cantor de la Real Capilla de Madrid; y Raimundo Luis Forné, músico de Madrid.
Tras el fallecimiento del maestro de capilla de Coria, Mateo Pascual, Bueno fue nombrado como maestro interino el 9 de mayo de 1784. Mantuvo la interinidad durante 20 años. Resultaba difícil nombrarlo para el cargo ya que para entonces las catedrales se veían obligadas por decreto a unir los cargos de organista y maestro de capilla en uno. El problema empeoró hacia 1800 cuando la falta de fondos llevó a reflexionar sobre el hecho de que el maestro no fuese organista y, por lo tanto, la necesidad de mantener a dos organistas adicionales que cargaban los costes de la capilla de música de forma excesiva. En ese momento el maestro Bueno solicitó la obtención oficial del magisterio, pero se dejó pasar el tiempo sin una respuesta. De hecho, el Arcediano de Valencia propuso la publicación de edictos para ocupar con un solo músico los dos cargos de organista y maestro de capilla, lo que dividió el cabildo en dos campos enfrentados. En consecuencia, el maestro comenzó a realizar acciones «irreverentes» contra algunos miembros del cabildo, lo que llevó a su expulsión el 31 de diciembre de 1802.
El asunto acabó llegando a la Real Audiencia de Extremadura, donde salieron en su defensa los músicos de la capilla e incluso los seises mostraron su cariño y admiración por el maestro. Se vio que componía sin falta los villancicos de Navidad y el Corpus, cumpliendo sus obligaciones sin falta. Finalmente, en 1803 la Real Audiencia dio la razón al maestro, por lo que el cabildo lo readmitió, pero solo en calidad de tenor del coro. Sin embargo, vistos sus valores profesionales, el cabillo volvió a entregarle el magisterio, pero siempre de forma interina.
En 1808 las tropas francesas invadían España y nombraban a José Bonaparte. El gobierno napoleónico exclaustró todos los monasterios y retiró la financiación de todas las instituciones religiosas. En 1810 la fábrica de la Catedral de Coria ya no podía pagar a sus músicos y el 17 de enero quedó suprimida. A pesar de ello, los miembros de la capilla se ofrecieron para seguir cantando para mantener la misa como fuera posible. Los músicos no tenían otra posibilidad para subsistir y en el caso de Bueno, además, ya era de avanzada edad.
Poco a poco la Catedral fue restableciendo los músicos en la capilla, entregando sueldos y indicando obligaciones. Por ejemplo, a Juan José Bueno se le aumentó el salario de cuatro y seis reales diarios, ya que ocupaba los cargos de tiple y contralto. En 1812 Bueno solicitó un aumento de salario, debido al aumento de trabajo, «[...] teniendo por lo mismo que acomodar y reducir los papeles y demas que se canta en la Capilla que ha quedado». En 1813 Juan José Bueno llamó a su hijo, Juan Luciano Bueno, contralto y tenor de la Catedral de Plasencia, para reforzar el coro en Coria para la Semana Santa, por lo que solicitó una gratificación, «[...] cien reales a su hijo don Juan Luciano presbítero por via de gratificación por la asistencia a la Capilla de Musica en esta Semana Santa y Solemnes de Pasqua». Al finalizar la guerra a mediados de 1813, se restableció la capilla y se arreglaron los salarios.
Juan José Bueno mantuvo el magisterio hasta su fallecimiento en 1813. Tras el fallecimiento del maestro y con la guerra finalizada, se convocaron oposiciones para buscar a un candidato que uniese los cargos de organista y maestro te capilla, que encontraron en Francisco Bernal.

## Obra
En la Catedral de Coria se conservan una ingente cantidad de composiciones de Juan José Bueno. Entre sus obras en latín se encuentran nueve misas, seis antífonas, veintiséis himnos, siete motetes, cinco lamentaciones, nueve lecciones, cinco magníficats y diecinueve salmos. Entre sus obras en romance se encuentran dieciséis arias al Santísimo, once arias de Navidad, cinco cantadas y treinta y seis villancicos al Santísimo y cincuenta de Navidad.
La capilla de música de la Catedral de Málaga compró composiciones de un tal «Bueno», Leccion primera del Maestro Bueno, de segunda y tercera clase, año de 1802, que es probable que sean de Juan José Bueno.